# 昌明镇
昌明镇，是中华人民共和国贵州省黔南布依族苗族自治州贵定县下辖的一个乡镇级行政单位。
2014年2月25日，贵州省人民政府批复同意贵定县部分乡镇行政区划调整，新设置的昌明镇辖原昌明镇、旧治镇、都六乡、岩下乡、猴场堡乡及原巩固乡光辉村，镇人民政府驻九百户村。

## 行政区划
昌明镇下辖以下地区：
旧治社区、古城村、桐荡村、文江村、猛安村、黄土村、白马村、昌明社区、九百户村、秀河村、谷凌村、新安村、友谊村、打铁村、高坡村、火炬坪村、光辉村、摆耳村、都六村、良田村、贾戎村、马踏屯村、铁锁岩村、栗山村、永和村、摆龙村、红光村、旧治镇、都六乡和巩固乡。

## 交通
- 贵广客运专线：贵定县站